# Pacatuba
Pacatuba là một đô thị thuộc bang Ceará, Brasil. Đô thị này có diện tích 132,427 km², dân số năm 2007 là 65132 người, mật độ 491,83 người/km².